# Tipula (Lunatipula) affinis
Tipula (Lunatipula) affinis is een tweevleugelige uit de familie langpootmuggen (Tipulidae). De soort komt voor in het Palearctisch gebied.